# Pont de Lavoûte-Chilhac
Le pont de Lavoûte-Chilhac est un pont de pierre franchissant l'Allier situé dans le bourg de Lavoûte-Chilhac dans le département français de la Haute-Loire. Datant probablement du XVe siècle, il est inscrit au titre des monuments historiques.

## Historique
Le pont se trouve sur la grande route reliant Lyon à Toulouse. Il permet de franchir l'Allier pour donner accès au prieuré bénédictin.
Le pont est semblable au pont de la Chartreuse et a dû être construit au XVe siècle. La datation n'est pas assurée car la forme de ses becs est assez exceptionnelle.
Les archives indiquent que le pont a été réparé au XVIIIe siècle. En 1707, en 1732, où le 8 janvier une adjudication est faite pour la reconstruction d'une pile qui est détruite le 16 novembre par une crue et « mit le pont en grand danger ». D'autres réparations importantes sont faites en 1772.
En 1889, le pont est élargi par encorbellements et les parapets en maçonnerie sont remplacés par des garde-corps métalliques. La statue Notre-Dame-du-Pont qui se trouvait dans une chapelle sur le pont est déplacée dans l'église priorale.
L'édifice est inscrit au titre des monuments historiques le 27 février 1926.

## Présentation

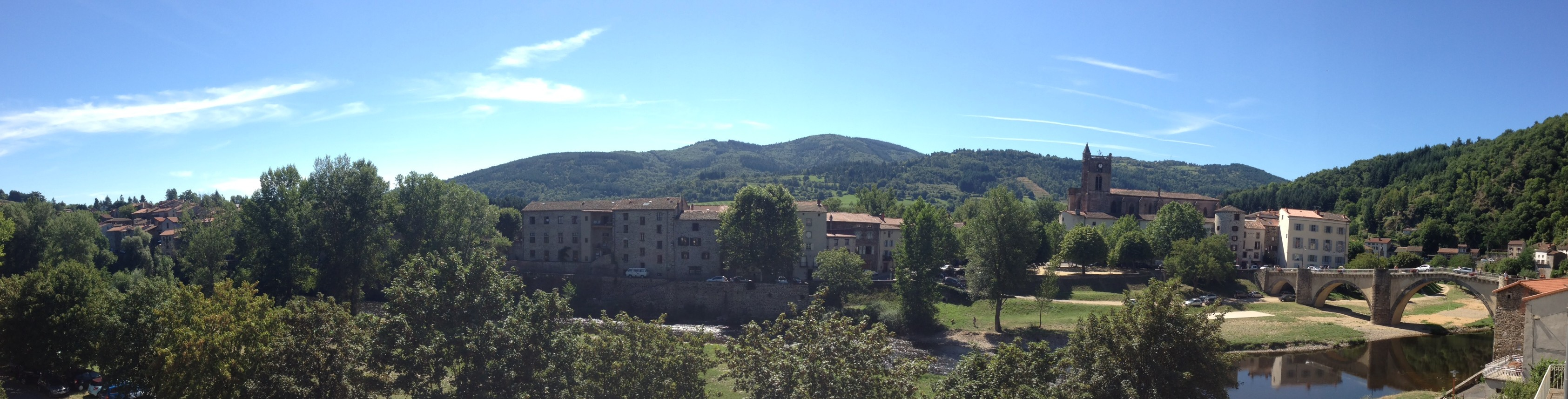
Le pont donnant accès au prieuré bénédictin

Le pont possède 4 arches en plein cintre avec avant- et arrière-becs triangulaires arrondis montant jusqu'au tablier.
Portées des arches : 13,60 m - 25,00 m - 18,00 m - 11,40 m
Épaisseur des piles : 4,18 m - 4,18 m - 4,11 m